# Boris Hambourg
Boris Hambourg (Voronež, 8 gennaio 1885 – Toronto, 24 novembre 1954) è stato un violoncellista russo naturalizzato canadese che si stabilì a Toronto, in Ontario e fece carriera negli Stati Uniti, in Canada, in Inghilterra e in Europa.

## Biografia

### Primi anni
Hambourg nacque a Voronež, nel sud della Russia, terzo figlio di Michael e Catherine Hambourg e fratello minore del pianista Mark Hambourg (1879-1960) e del violinista Jan Hambourg (1882-1947). I tre ragazzi arrivarono con la loro famiglia a Londra nel 1890; furono incoraggiati nella musica sin da piccoli e ricevettero strumenti che permisero loro di suonare insieme in un gruppo di musica da camera, come il Trio Hambourg. Boris iniziò gli studi nel 1892 e, dopo aver dedicato del tempo al piano, decise di specializzarsi nel violoncello. Studiò al Dr. Hoch's Konservatorium a Francoforte sul Meno dal 1898 al 1903, prendendo lezioni da Herbert Walenn e successivamente da Hugo Becker.

### Carriera
Nel 1903 Hambourg fece un tour di concerti in Australia e Nuova Zelanda, e nel 1904 prese parte al primo Festival Ciajkovskij in Germania, tenutosi a Pyrmont. Nel 1904-1905 andò in Belgio su invito di Eugène Ysaÿe, che sviluppò ulteriormente la sua arte musicale nell'interpretazione e nello stile. Boris Hambourg fece il suo debutto a Londra nel 1905 e il suo debutto americano nel 1910. Era un membro del Quartetto d'Archi Hambourg (gli altri membri erano Jan Hambourg, John Robinson ed Eric Coates).
Hambourg si trasferì con la sua famiglia in Canada, diventando naturalizzato canadese nel 1910. Si esibì con il suo trio di famiglia e apparì come solista in molti luoghi diversi prima di stabilirsi a Toronto, dove prese parte alla fondazione del Conservatorio di musica di Amburgo (una scuola privata chiusa nel 1951), della quale divenne il direttore.
Andò frequentemente in tournée con l'Hart House String Quartet di Toronto e continuò ad esibirsi in concerto con molte orchestre negli Stati Uniti e in Europa e in Inghilterra apparve come solista con la Queen's Hall Orchestra e con la London Symphony Orchestra. Rimase membro del Trio Hambourg fino alla sua morte nel 1954.